# Sindrome di de Barsy
La sindrome di de Barsy è una rara malattia genetica autosomica recessiva.

## Epidemiologia
Fu descritta per la prima volta nel 1968 da de Barsy et al. e, al 2008, sono stati documentati solamente 27 casi al mondo.

## Presentazione clinica
I sintomi includono cutis laxa ma anche anormalità dell'occhio, musculoscheletriche e neurologiche. È solitamente progressiva, e genera complicanze che possono includere opacità corneale, cataratta, bassa statura, distonia o progeria.

## Eziologia
I geni responsabili della sindrome non sono ancora stati identificati, anche se molti studi hanno approfondito sulle cause dei sintomi. Uno studio di Reversade et al. ha mostrato che una mutazione nel gene PYCR1, la sequenza genetica che codifica per gli enzimi mitocondriali deputati al catabolismo della prolina, è prevalente nei casi di cutis laxa autosomica recessiva (ARCL), una condizione molto simile alla sindrome di de Barsy. Uno studio di Leao-Teles et al. ha mostrato che la sindrome di de Barsy potrebbe essere correlata a mutazioni nel gene ATP6V0A2, rinominato ATP6V0A2-CDG con il nuovo sistema di nomenclatura.